# Кучкин, Андрей Павлович
Андрей Павлович Кучкин  (25 ноября [7 декабря] 1888, Белорецкий завод, Оренбургская губерния — 30 марта 1973, Москва) — советский партийный деятель, историк. Доктор исторических наук, профессор (1951).

## Биография
Член КПСС с 1912 года. Активный участник гражданской войны и борьбы за советскую власть.
В 1907—1916 годах занимался активной подпольной революционной деятельностью в городах Белорецк, Уфа, Вятка. Несколько раз попадал в тюрьму, был отправлен в ссылку.
После Февральской революции — один из организаторов комитета Вятского городского Совета РСДРП (б).
С 22 марта 1919 года по апрель 1920 года военный комиссар, затем начальник политотдела 27-й стрелковой дивизии, с мая 1920 года военный комиссар 30-й стрелковой дивизии.
Член редакционной комиссии многотомника «История Великой Отечественной войны».
Жена — Кучкина Эсфирь Яковлевна (1900—1973). Сын Владимир (род. 1933) — историк, дочь Ольга (1936—2023) — писательница, журналист.
Умер 30 марта 1973 года. Похоронен на Новодевичьем кладбище, 7 уч. 5 ряд.

## Сочинения
- Кучкин А. П. В боях и походах от Волги до Енисея (записки военного комиссара). — М.: Наука, 1969. — 296 с. — 13 000 экз.
- Кучкин А. П. Семи смертям не бывать / Литературная обработка И. Н. Крамова.. — М.: Воениздат, 1961. — 184 с. — (Библиотечка военных приключений).

## Награды
- два ордена Ленина (в том числе 27.03.1954)
- медали[5]